# 올림픽 브라질 선수단
올림픽 브라질 선수단은 브라질을 대표하여 올림픽에 참가하는 선수단이다. 브라질은 이전 5차례 하계 올림픽에 참가하지 못한 후 1920년에 처음으로 올림픽에 참가했다. 그 이후로 브라질은 1928년 대회를 제외하고 모든 하계 올림픽에 선수단을 파견해 왔다. 2020년 기준 브라질 선수들은 18개 하계 스포츠에서 총 150개의 메달을 획득했다.
브라질은 1992년부터 동계 올림픽에도 참가했다. 브라질은 대부분 열대 국가이기 때문에 현재까지 동계 스포츠에서 브라질 선수가 올림픽 메달을 획득한 적이 없으며 동계 올림픽에서 브라질의 최고 성적은 2006년 동계 올림픽 스노보드 선수 이사벨 클라크 리베이로 9위를 차지한 것이다.
배구(실내 및 비치발리), 요트, 유도는 여름 시즌에 브라질 최고의 메달을 획득하는 스포츠이다. 브라질은 축구에서도 가장 많은 성적을 거두었으며, 남자 팀은 7개의 메달(금 2개, 은메달 3개, 동메달 2개)을 획득했고, 여자 팀은 은메달 2개를 추가하여 총 9개의 메달을 획득했다.
브라질의 리우데자네이루는 2016년 하계 올림픽 개최 도시였다. 남미 국가에서 대회를 개최한 것은 이 올림픽이 처음이다. 이는 또한 루소폰 국가가 올림픽 경기를 개최한 최초의 기록이기도 하다. 리우는 1968년 멕시코시티에 이어 라틴아메리카에서 두 번째로 하계 올림픽을 개최한 도시였으며, 브라질은 1956년과 2000년 호주에 이어 남반구에서 두 번째로 올림픽을 개최한 도시였다.
2016년 하계 올림픽 개최국인 브라질은 현재까지 하계 올림픽에 두 번째로 성공적으로 참가하여 7개의 금메달과 19개의 메달을 획득했다. 올림픽에서 미국이 종합적으로 가장 성공적인 성적을 거둔 것은 2020년 하계 올림픽이었다. 금메달 수(7개)와 은메달(6개)은 2016년 대회와 동률을 이루었지만 동메달 2개(8개)를 더 획득한 브라질은 올림픽 개최 직후 올림픽 총 메달 수를 넘어선 두 번째 국가가 되었다. (다른 하나는 2016년 올림픽의 영국이었다). 브라질은 한 판에서 메달 획득 기록(21개)을 경신했으며, 경기 역사상 메달 순위에서도 가장 높은 순위(12위)를 차지했다.
브라질의 한 선수가 피에르 드 쿠베르탱 메달을 받았다. 장거리 주자 반데를레이 드 리마는 2004년 그리스 아테네에서 열린 남자 마라톤에서 선두를 달리다가 관중의 공격을 받았다. 리마는 2계단 패하며 동메달을 따냈다. 이런 상황에도 불구하고 그는 좋은 스포츠맨십을 보여주며 3위를 자축했다.
브라질 국가 올림픽 위원회는 브라질 올림픽 위원회이다. 1914년에 설립되어 1935년에 인정을 받았다.

## 같이 보기
- 2016년 하계 올림픽
- 동계 올림픽에 참가한 열대 국가